# Maurice Wicht
Maurice Wicht (* 19. September 1949 in Boncourt; † 9. Juli 1974 in Porrentruy) war ein Schweizer Aktivist in der Jurafrage und Mitglied der militanten Jugendbewegung Béliers.

## Biografie
Nach einer Lehre in Courgenay war Wicht als Forstarbeiter bei der Gemeindeverwaltung Boncourt angestellt und schloss sich den Béliers an. die sich für die Trennung französischsprachiger Regionen vom Kanton Bern einsetzten. Für den 23. Juni 1974 war die Durchführung des ersten Juraplebiszits vorgesehen, das den Weg zur Gründung des Kantons Jura ebnen sollte. Am Abend davor kletterte Wicht mit zwei Freunden auf ein Hausdach in Boncourt, um eine jurassische Fahne zu befestigen. Beim Herunterklettern wurden sie von einem Nachbarn überrascht, der sie zur Rede stellte. Als sie fliehen wollten, schoss er mit einem Revolver aus etwa 30 Metern Entfernung gegen den Boden. Ein Querschläger prallte vom Trottoir ab und traf Wicht in den Rücken. Am 9. Juli erlag er im Spital von Porrentruy seinen schweren Verletzungen, ohne das Bewusstsein wiedererlangt zu haben.

## Gerichtsverfahren
Der Schütze behauptete, er habe die drei maskierten Aktivisten für Einbrecher gehalten. In separatistischen Kreisen hingegen machte der Verdacht die Runde, der Täter sei ein militanter Berntreuer gewesen. Die antiseparatistische Bewegung Force démocratique bestritt diesen Vorwurf umgehend in einer öffentlichen Erklärung. Mehr als 3000 Personen besuchten Wichts letzte Ruhestätte und nahmen an einem Trauerzug teil. Darunter waren viele Sympathisanten und prominente Mitglieder der jurassischen Separatistenorganisation Rassemblement jurassien. Das Amtsgericht Porrentruy verurteilte den Täter am 3. Juli 1975 wegen Gefährdung des Lebens anderer Personen zu vier Jahren Zuchthaus und zu einer Entschädigungszahlung von 56'000 Franken.

## Gedenken
1978 wurde nach dem Getöteten der Place Maurice Wicht in Boncourt benannt. In einem kleinen Park nebenan erinnert ein Denkmal des Bildhauers Coghuf an ihn; es stellt eine Hand dar, die nach der Freiheit greift. 1990 erfolgte die Gründung einer nach Maurice Wicht benannten Vereinigung, die das Andenken hochhält.